# You Spin Me Round (like a Record)
You Spin Me Round (like a Record) è un singolo del gruppo musicale britannico Dead or Alive, pubblicato il 10 aprile 1985 come primo estratto dal secondo album in studio Youthquake.

## Descrizione
Come riportato dallo stesso autore e frontman del gruppo Pete Burns nella sua autobiografia, l'ispirazione derivò da estemporanee e personali variazioni cantate durante l'ascolto dei brani I Wanted Your Love di Luther Vandross e See You 'Round Like a Record di Little Nell (vero nome Nell Campbell).
L'accompagnamento orchestrale degli archi è basato sulla Cavalcata delle Valchirie di Richard Wagner.
La casa discografica diede una valutazione così negativa della canzone, che Burns fu costretto a chiedere un prestito per produrre autonomamente il video musicale. Tuttavia il pezzo divenne un grandissimo successo di musica dance, e fu riproposto negli anni successivi da vari artisti, compresi gli stessi Dead or Alive, in svariate cover e remix.
Il brano è incluso anche nell'elenco delle 1001 canzoni da ascoltare obbligatoriamente prima di morire.

## Remix ufficiali
Dell'incisione originale del 1984, che ha durata superiore a 4 minuti, sono note sia versioni accorciate, destinate ai singoli 7" e all'album, sia estese per i vari maxi 12" prodotti.
Principali remix della versione originale:
- 1984 – Murder mix, Performance mix (vedi Sezione tracce)
- 1996 – Sugar Pumpers (Simon Lewicki) 3:39, 5:11 e 7:05; Yummi (Chris Johns & Rob James); il trio Andrew Van Dorsselaer, Arden Godfrey e John Course; Jail House 4:35; alcuni di questi sono presenti nelle varie edizioni internazionali dell'album Nukleopatra.
- 2003 – Metro (Graham Stack) 3:47, 4:25 e 6:55; Punx Soundcheck & Princess Julia 5:47; Mark Moore & Mr. Motion 6:17; D-Bop 7:16; alcuni di essi si trovano nelle edizioni dell'album Evolution - The Hits e su CD singoli.
- 2006 – Nessun nuovo remix, è solo ristampa rimasterizzata del singolo e dell'album (Youthquake) originali.
- 2023 - La versione di Netta di "You Spin Me Round (like a record)" dei Dead or Alive (canzone di questi artisti: "You Spin Me Round") è stata annunciata e cantata nell'Eurovision 2023 come suo nuovo singolo.

## Video musicale
- Il video originale è stato diretto da Vaughan Arnell e Anthea Benton.
- Versione del 1984, su YouTube. URL consultato il 7 aprile 2014.
- Il secondo videoclip del 1996 è la versione Sugar Pumpers remix.
- Versione del 1996, Dailymotion. URL consultato il 7 aprile 2014.
- Versione del 2003, su YouTube. URL consultato il 7 aprile 2014.
- Nessun nuovo videoclip è stato prodotto per la ristampa del 2006.
- Versione rimasterizzata in 4K nel luglio 2019 su YouTube.

## Tracce
Gli autori dei testi sono anche compositori delle musiche.
1984 - Singolo 7" originale (UK Epic A 4861)
- Lato A

1. You Spin Me Round (like a Record) – 3:11 (Peter Burns, Stephen Coy, Timothy Lever, Michael Percy)

- Lato B

1. Misty Circles (Zeus B. Held mix) – 3:46 (Peter Burns, Michael Percy, Wayne Hussey)

1984 - Maxi singolo 12" originale (UK Epic TX 4861, EU Epic EPCA 12.4861)
- Lato A

1. You Spin Me Round (like a Record) (Murder mix) – 8:00

- Lato B

1. Misty Circles (extended version: Zeus B. Held mix) – 9:12

1984 - Maxi singolo 12" vers. alternativa (UK,EU Epic QTX 4861)
- Lato A - Produttore: Pete Waterman

1. You Spin Me Round (like a Record) (Performance mix) – 7:28

- Lato B - Produttore: Zeus B. Held

1. Mighty Mix (Part 2) (Wish You Were Here / What I Want / Do It / Misty Circles) – 3:51

## Classifiche
| Classifica versione originale 1984                      |                          | Posizione massima | Settimane in classifica |
| ------------------------------------------------------- | ------------------------ | ----------------- | ----------------------- |
| Regno Unito                                             | Regno Unito (bandiera)   | 1                 | 23 (2 al 1°)            |
| Svizzera                                                | Svizzera (bandiera)      | 1                 | 14                      |
| Canada (1985)                                           | Canada (bandiera)        | 1                 | 20 (2 al 1°)            |
| Irlanda                                                 | Irlanda (bandiera)       | 1                 | —                       |
| Germania                                                | Germania (bandiera)      | 2                 | 16                      |
| Italia(*) (1985)                                        | Italia (bandiera)        | 3                 | 19 (6 al 3°)            |
| Belgio (Vallonia)                                       | Belgio (bandiera)        | 3                 | 10                      |
| Australia (1985)                                        | Australia (bandiera)     | 3                 | —                       |
| Paesi Bassi                                             | Paesi Bassi (bandiera)   | 4                 | 9                       |
| Billboard Hot 100 (1985) Hot Dance Club Play (7" / 12") | Stati Uniti (bandiera)   | 11 4 / 4          | —                       |
| Nuova Zelanda                                           | Nuova Zelanda (bandiera) | 6                 | 15                      |
| Norvegia                                                | Norvegia (bandiera)      | 6                 | 6                       |
| Austria                                                 | Austria (bandiera)       | 10                | 12                      |
| Francia                                                 | Francia (bandiera)       | 29                | 10                      |

| Classifica remix 1996 |                      | Posizione massima | Settimane in classifica |
| --------------------- | -------------------- | ----------------- | ----------------------- |
| Australia             | Australia (bandiera) | 28                | 11                      |

| Classifica remix 2003 |                        | Posizione massima | Settimane in classifica |
| --------------------- | ---------------------- | ----------------- | ----------------------- |
| Hot Dance Club Play   | Stati Uniti (bandiera) | 21                | —                       |
| Regno Unito           | Regno Unito (bandiera) | 23                | 3                       |
| Australia             | Australia (bandiera)   | 62                | —                       |
| Germania              | Germania (bandiera)    | 96                | 2                       |

| Classifica edizione 2006 |                        | Posizione massima | Settimane in classifica |
| ------------------------ | ---------------------- | ----------------- | ----------------------- |
| Regno Unito              | Regno Unito (bandiera) | 5                 | 8                       |
| Irlanda                  | Irlanda (bandiera)     | 26                | —                       |

(*) Rimane nella classifica dei singoli più venduti in Italia dal 27/4/1985 al 31/8, senza scendere sotto il 15º posto e conservando per 6 settimane la terza posizione. Risulta anche essere il 14° singolo più venduto in Italia durante il 1985.

## Formazione
- Pete Burns – voce
- Steve Coy – batteria
- Tim Lever – tastiere
- Mike Percy – basso

## Cover
- 2000 – Del duo italiano Sally Can Dance, in versione italo dance con melodia programmata al sintetizzatore ed utilizzo del vocoder. Versione spesso attribuita erroneamente agli Eiffel 65.
- 2000 – Di Gigi D'Agostino nel CD singolo Tecno Fes, Vol. 2.
- 2000 – Della tribute band death metal Ten Masked Men nell'album Return of the Ten Masked Men.
- 2002 – Dalla cantante Thalía nell'album eponimo.
- 2005 – Del gruppo alternative metal Dope nell'album American Apathy. Versione spesso attribuita erroneamente a Marilyn Manson.
- 2006 – Dei Buio Pesto nell'album Palanche col titolo G'ho pinn-e e balle. Traduzione in Lingua ligure sulla base originale.
- 2007 – Di Jessica Simpson nel singolo promoziale e nell'album A Public Affair. Nuovo testo, dell'originale viene conservato solo il ritornello.
- 2007 – Di Danzel in un singolo che raggiunge la 32ª posizione in Belgio[15].
- 2009 – Della band francese Indochine nell'album La République des Meteors.
- 2009 – Del rapper Flo Rida nel singolo di successo Right Round ( in collaborazione con Kesha) e nell'album R.O.O.T.S., utilizzandola come base.

## Colonne sonore

### Cinema
- 1998 – Interpretato da Adam Sandler nell'apertura del film Prima o poi me lo sposo.
- 2009 – Interpretato da Alvin and the Chipmunks nei titoli di coda del film Alvin Superstar 2. La colonna sonora è stata pubblicata sul CD Alvin and the Chipmunks: The Squeakquel: Original Motion Picture Soundtrack nello stesso anno.

### TV
- 2022 - Nella quarta stagione di Stranger Things è la soundtrack del secondo episodio.

### Videogiochi
Nel videogioco musicale Dance Dance Revolution Hottest Party, appartenente alla serie Dance Dance Revolution pubblicata da Konami per arcade e PlayStation.
Nel videogioco Just Dance 2015, il singolo originale è presente per poter esser ballato.